# Maioria qualificada
Uma supermaioria, supramaioria, maioria qualificada ou maioria especial é um requisito para que uma proposta obtenha um nível específico de apoio que seja superior ao limite de mais da metade usado para uma maioria simples. As regras da supermaioria em uma democracia podem ajudar a evitar que uma maioria corroa os direitos fundamentais de uma minoria. Mudanças nas constituições, especialmente aquelas com cláusulas pétreas, geralmente requerem o apoio da supermaioria em uma legislatura. O procedimento parlamentar exige que qualquer ação de uma assembleia deliberativa que podem alterar os direitos de uma minoria têm um requisito de supermaioria, como uma votação de dois terços.
Os conceitos relacionados com as alternativas ao requisito de voto majoritário incluem a maioria de todos os membros e a maioria dos membros fixos. Uma supermaioria também pode ser especificada com base em todos os membros ou membros fixos, em vez dos presentes e votantes.

## História
O primeiro uso conhecido de uma regra de supermaioria foi nos anos 100 a.C. na Roma Antiga.
O Papa Alexandre III introduziu o uso da regra da supermaioria para as eleições papais no Terceiro Concílio de Latrão em 1179.
No Partido Democrata dos Estados Unidos, uma regra que exigia a determinação de um candidato presidencial exigia os votos de dois terços dos delegados à Convenção Nacional Democrata foi adotada na primeira convenção de indicação presidencial do partido em 1832. A regra dos dois terços deu aos democratas do sul um veto de facto sobre qualquer candidato presidencial após a Guerra Civil, que durou até que a regra foi abolida em 1936.